# Veolia Transport Bieszczady

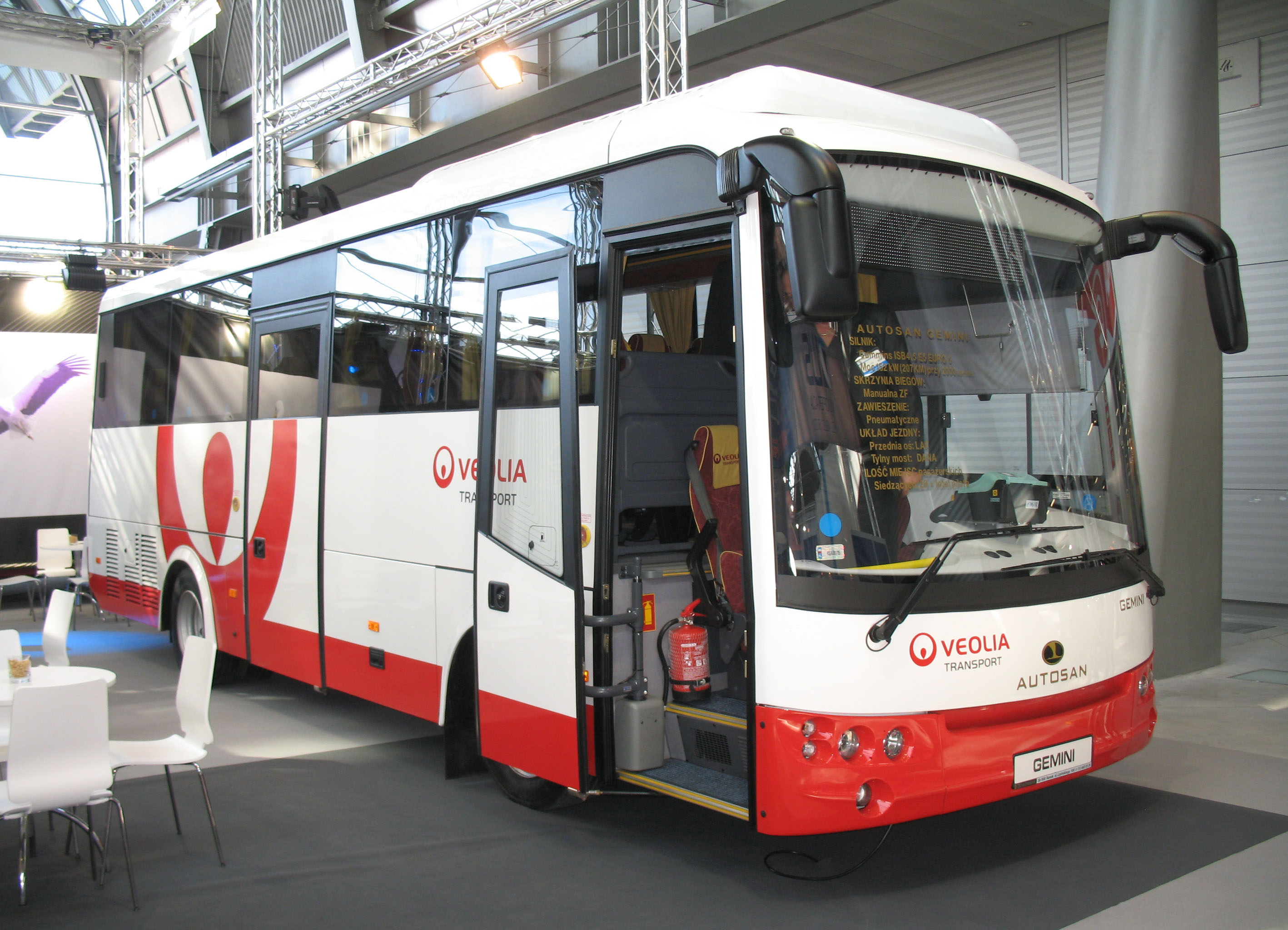
Autobus kursowy Veolia z logo firmy

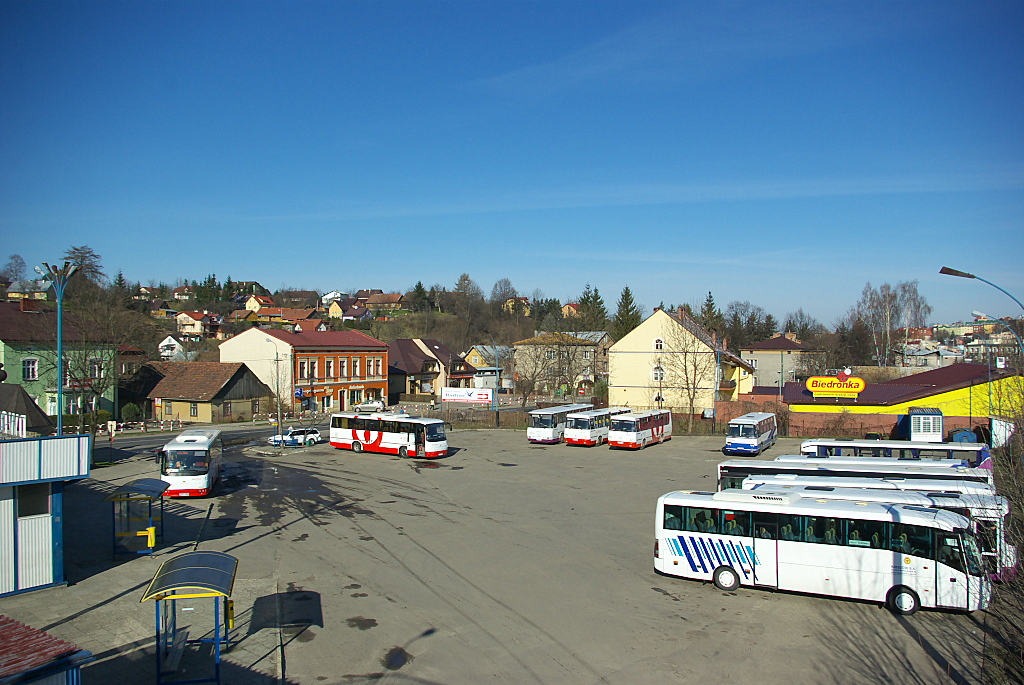
Autobusy Veolii na dworcu przy ul. K. Lipińskiego (2012)

Veolia Transport Bieszczady w Sanoku sp. z o.o. – firma zajmująca się usługami związanymi z rozkładowym transportem pasażerskim i transportem w komunikacji miejskiej, świadcząca także usługi wynajmu autokarów.
3 marca 2008 w wyniku połączenia z PKS Connex Brzozów i dawnym PKS Connex Gorlice firma PKS Connex w Sanoku została przekształcona w firmę Veolia Transport Bieszczady sp. z o.o. z siedzibą w Sanoku. Spółka należała do grupy Veolia Transport Polska, która jest częścią koncernu Veolia Environnement.
Veolia Transport Bieszczady sp. z o.o. została wpisana do rejestru przedsiębiorców 8 lutego 2005, a wykreślona z niego 20 lipca 2010.
16 maja 2013, w następstwie przejęcia Grupy Veolia Transport Central Europe (VTCE) przez firmę Deutsche Bahn, spółki z Grupy VTCE w Polsce, Czechach, Słowenii, Słowacji, Serbii i Chorwacji stały się częścią europejskiej grupy transportowej Arriva (w Polsce działająca jako Arriva RP).

## Połączenia
Veolia Transport Bieszczady w Sanoku obsługiwała głównie sieć komunikacji podmiejskiej, ale też komunikację dalekobieżną.
| Skąd            | Dokąd           | Liczba kursów |
| --------------- | --------------- | ------------- |
| Sanok           | Gdańsk          | 1             |
| Sanok           | Gliwice         | 1             |
| Sanok           | Katowice        | 1             |
| Sanok           | Kołobrzeg       | 1             |
| Sanok           | Kraków          | 7             |
| Sanok           | Lublin          | 2             |
| Sanok           | Nowy Sącz       | 1             |
| Sanok           | Warszawa        | 4             |
| Sanok           | Wrocław         | 1             |
| Sanok           | Zakopane        | 1             |
| Wszystkie kursy | Wszystkie kursy | 20            |

## Oddział w Gorlicach
Gorlicki oddział Veolii Transport Bieszczady został zamknięty w grudniu 2011 roku.

## Oddział w Brzozowie
Veolia Transport Bieszczady w Sanoku posiadała swój oddział również w Brzozowie.
| Typ Autobusu      | Eksploatacja od   | Liczba | Procent taboru |
| ----------------- | ----------------- | ------ | -------------- |
| Autosan A1010T    | 2004              | 4      | 9%             |
| Autosan A1012T    | 2008              | 1      | 2%             |
| Autosan A1112T    | 2008              | 1      | 2%             |
| Autosan H10-10    | 1997              | 3      | 7%             |
| Autosan H10-11    | 2008              | 1      | 2%             |
| Autosan H9-2x     | 1984              | 37     | 69%            |
| Autosan H7        | 2004              | 1      | 2%             |
| Jelcz PR110D      | 1992              | 2      | 5%             |
| Mercedes Sprinter | 2008              | 1      | 2%             |
| Wszystkie pojazdy | Wszystkie pojazdy | 51     | 100%           |

## Centrala w Sanoku
Trzon taboru autobusowego sanockiej Veolii Transport Bieszczady stanowiły pojazdy marki Autosan H9-21 (41%).
| Typ Autobusu               | Eksploatacja od   | Liczba | Procent taboru |
| -------------------------- | ----------------- | ------ | -------------- |
| Autosan A0909L             | 2001              | 15     | 12%            |
| Autosan A1010M             | 2005              | 1      | 1%             |
| Autosan A1010T             | 2003              | 20     | 16%            |
| Autosan A1012T             | 2005              | 6      | 5%             |
| Autosan A1112T             | 2004              | 2      | 2%             |
| Autosan A404T Cezar        | 2004              | 2      | 2%             |
| Autosan H10-10             | 2000              | 6      | 5%             |
| Autosan H10-11             | 1985              | 7      | 6%             |
| Autosan H10-12             | 1993              | 2      | 2%             |
| Autosan H7                 | 2004              | 2      | 2%             |
| Autosan H9-2x              | 1984              | 48     | 41%            |
| Cacciamali Thesi Intercity | 2001              | 1      | 1%             |
| Solbus C 10,5              | 2005              | 1      | 1%             |
| Mercedes Intouro 15R       | 2008              | 2      | 2%             |
| Mercedes Toursimo 15RHD    | 2008              | 1      | 1%             |
| Mercedes Sprinter          | 2008              | 1      | 1%             |
| Wszystkie pojazdy          | Wszystkie pojazdy | 117    | 100%           |

Veolia Transport Bieszczady posiadała w sumie 117 własnych autobusów i 105 autobusów z oddziałów w Gorlicach i Brzozowie, co po zsumowaniu dało liczbę 222.